# Gösselborn
Gösselborn is een  dorp in de Duitse gemeente Stadtilm in het Ilm-Kreis in Thüringen. Het dorp wordt voor het eerst vermeld in een oorkonde uit 1071. 

## Geschiedenis
Het dorp ging in 1994 op in de toen gevormde gemeente Singerberg, die twee jaar later al opging in de gemeente Ilmtal, die op 6 juli 2018 opging in de gemeente Stadtilm.